# 14698 Scottyoung
Tiểu hành tinh 14698 Scottyoungđược đặt cho nhà thiên văn học Scott D. Young của Winnipeg, Manitoba, Canada. Nó được phát hiện bởi chương trình Spacewatch.